# Cerro de los Tres Picos

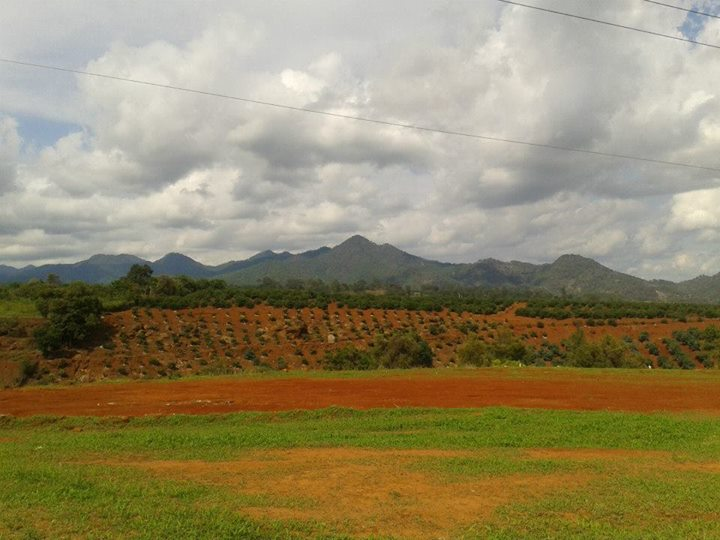
Panorámica Cerro de los tres picos (Tacambaro, Michoacán)

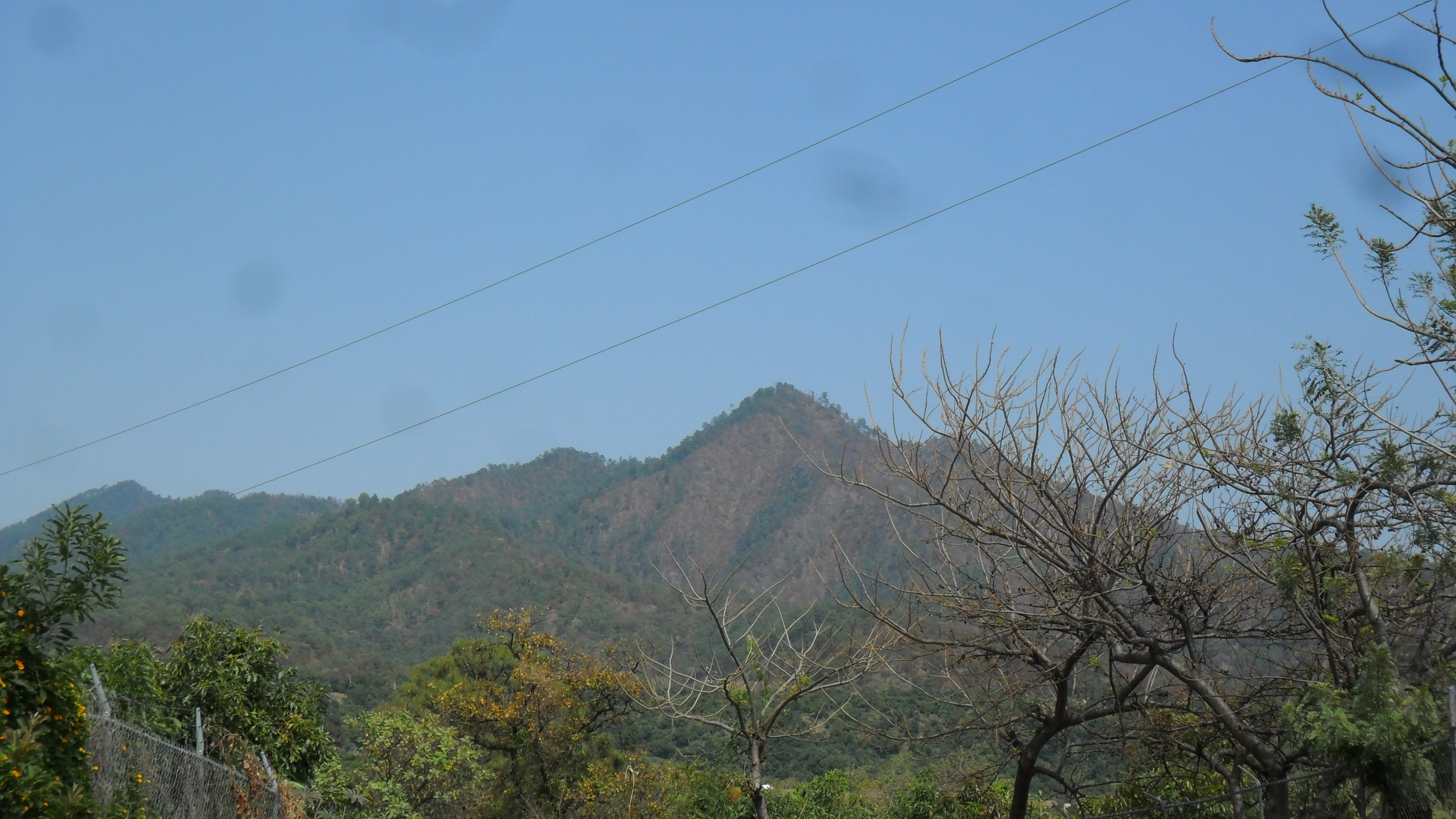
Panorámica del cerro de los tres picos

El cerro de los Tres Picos es una elevación orográfica que se encuentra en el municipio de Tacámbaro, en el estado de Michoacán de Ocampo en México. Está localizado al oeste de Caramécuaro, al este de Los Cajones, al norte de Las Joyas Altas y al sur de La Parota del municipio de Tacámbaro. Se encuentra dentro de la provincia fisiográfica del Eje Neovolcánico.

## Geografía
En el Cerro de los Tres Picos se pueden observar distintos tipos de materiales que fueron depositados por la erupción volcánica, en forma de derrames de lava, explosiones de materiales piroclásticos y gases. Debido a que se encuentra en el Eje Neovolcánico, sigue los mismos patrones de formación y evolución geológica que se han presentado en el eje, por lo que se puede decir que su formación es del Plioceno-Holoceno.
Se presentan cuatro tipos de suelo en el cerro: luvisol (39 %), acrisol (34%), leptosol (24%) y regosol (2%)
Se encuentra rodeado por los siguientes cerros:
- Al este, el cerro de Los Gavilanes, altitud promedio		2000 m s. n. m.
- Al noreste, el cerro de Los Cajones, altitud 2140 m s. n. m.
- Al oeste, suroeste y noroeste, la Sierra de Caramécuaro,	1800 m s. n. m.

Altitud promedio
- Al sur, la Sierra de La Parota, altitud promedio		1600 m s. n. m.
- Al norte, la Sierra de Las Joyas Altas, altitud promedio	1800 m s. n. m.

## Flora y Fauna
Esta zona Montañosa cuenta con algunos animales y plantas típicas de la región 
- Zarza
- Tillandsia ionantha
- Pinus devoniana
- Quercus glaucoides
- Sciurus carolinensis
- Coragyps atratus
- Tlacuache
- Phaeophyceae